# Arsenije III Crnojević
Arsenije III Crnojević (cirílico: Арсеније III Црнојевић; 1633, Cetiña - 27 de octubre de 1706, Viena) fue el arzobispo de Peć y patriarca serbio desde 1674 hasta su muerte en 1706. En 1689, durante la Guerra Habsburgo-Otomana (1683-1699), se puso del lado de los Habsburgo, tras su ocupación temporal de Serbia. En 1690, dejó el Monasterio Patriarcal de Peć y dirigió la Gran Migración de los serbios de la Serbia otomana a la Monarquía de los Habsburgo. Allí recibió tres cartas, que le otorgó el emperador Leopoldo I , asegurando la autonomía religiosa y eclesiástica de la iglesia ortodoxa oriental en la monarquía de los Habsburgo. Mientras tanto, después de restaurar su dominio en tierras serbias, los otomanos permitieron el nombramiento de un nuevo patriarca, el serbio Kalinik I, creando así una división jurisdiccional dentro de la Iglesia Ortodoxa Serbia. Hasta su muerte, en 1706, Arsenije III siguió siendo el jefe de la Iglesia en tierras de Habsburgo, sentando las bases para la creación de una iglesia eclesiástica autónoma, más tarde conocida como Metropolitano de Karlovci.

## Biografía

### Primeros años
Arsenije, de apellido Crnojević (Црнојевић) o Crnojevic (Чрнојевић), escrito en eslavo como "Арсенїй Чарноевичь" (sr. Чарнојевић / Čarnojević), fue un descendiente de la Edad Media la familia Crnojević , que había gobernado la región de Zeta en el segunda mitad del siglo XV. Nació en Bajice, aldea de Cetiña en Montenegro , una región montañosa que nunca fue completamente conquistada por el Imperio Otomano. 

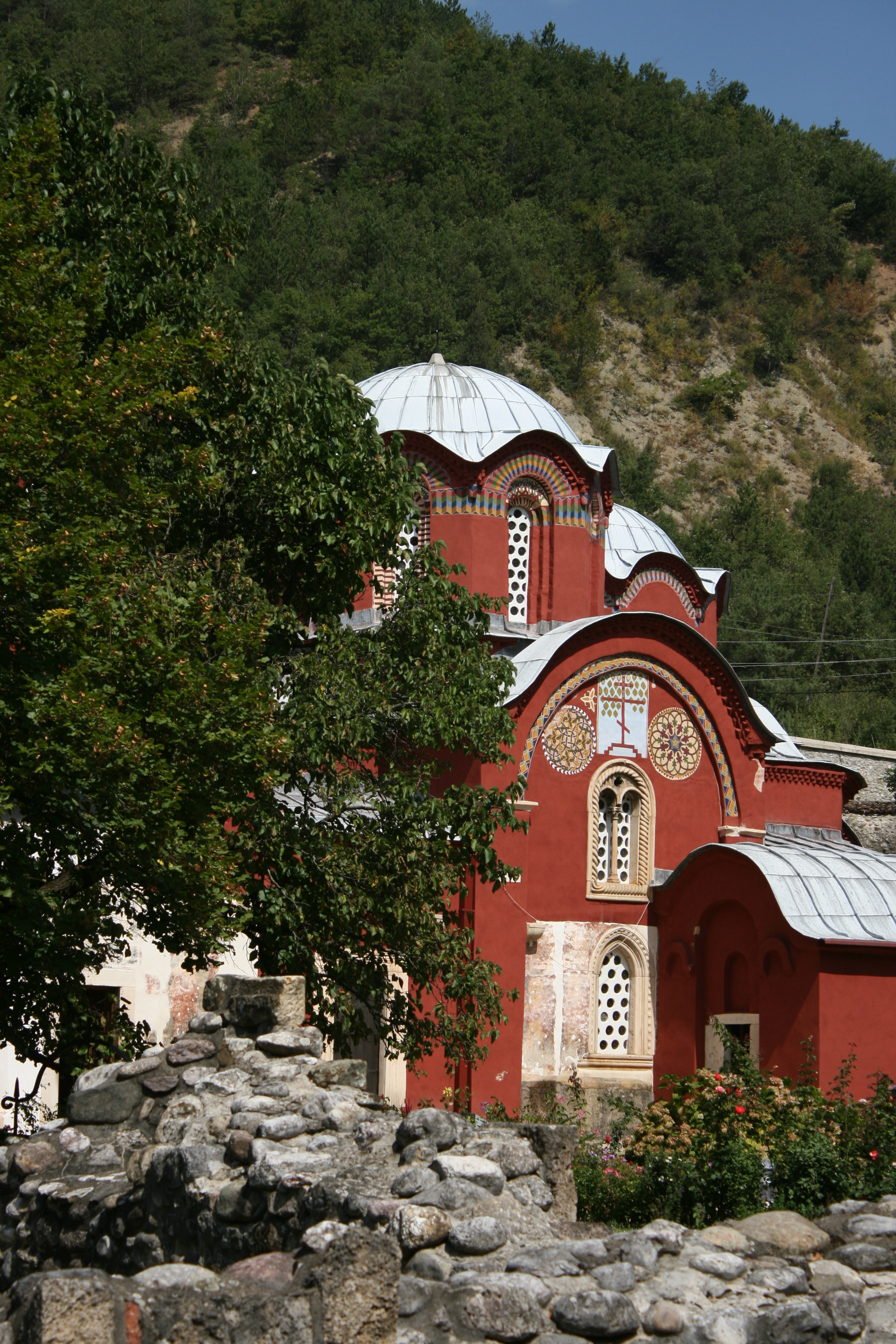
Monasterio de Peć, Kosovo

Cuando era niño, Arsenije fue a vivir en el Monasterio Patriarcal de Peć, la sede del Patriarcado de Pec, en aquel entonces dirigido por el patriarca serbio Maksim I. Allí, fue tonsurado y nombreado diácono y luego sacerdote, gracias a la buena educación de su tutor Maksim quien Arsenije más tarde describió como "su padre y maestro". En 1665, Arsenije se convirtió en abad (archimandrita) del Monasterio de Peć. Arsenije fue elegido metropolitano de Hvosno. Fue consagrado obispo por los metropolitanos del Sínodo Patriarcal en la Fiesta de la Ascensión en 1669 en el monasterio de Dovolja. Durante los años siguientes, se convirtió en el asistente principal del anciano patriarca Maksim. En 1674, cuando Maksim enfermó y decidió retirarse del cargo, Arsenije fue elegido patriarca, probablemente entre Pascua y Ascensión.

### Vida como patriarca
En 1673, Arsenije visitó a los serbios costeros que en ese momento estaban sujetos a la República de Venecia. Se reunió con el arzobispo católico de Bar, Andrija Zmajević  (que también era miembro de la familia noble que una vez sirvió a los Crnojevići), para contactar a las potencias europeas para la protección de los cristianos bajo el dominio islámico turco. También visitó a fieles en Bosnia y Herzegovina en 1674 y en Braničevo y Srem en 1676. En 1677 fue al Monasterio de Žiča, luego nuevamente a Braničevo; también visitó Smederevo en 1680. Todas estas visitas fueron para dar apoyo espiritual al pueblo serbio que estaba siendo oprimido por los otomanos. En 1682, Arsenije decidió hacer una peregrinación en Jerusalén, pero antes de partir, hizo una visita a los metropolitanos Teofan de Skopje y Ananije de Kratovo y a todos los fieles de esa región.
Cuando llegó a Jerusalén, Arsenije fue el invitado de honor del patriarca Dositeo II. Mientras estaba en Tierra Santa, Arsenije se embarcó inmediatamente en una peregrinación a la Iglesia del Santo Sepulcro, Mar Saba y otros monasterios, cuyo viaje conocemos por el diario que llevó.
Arsenije III siempre habló enérgicamente a favor de la expulsión de los turcos de los Balcanes y fue principalmente a través de su influencia que el apoyo del pueblo serbio se dio a Đorđe Branković, el líder del levantamiento serbio de 1683 contra el Imperio Otomano.

### Gran Guerra Turca

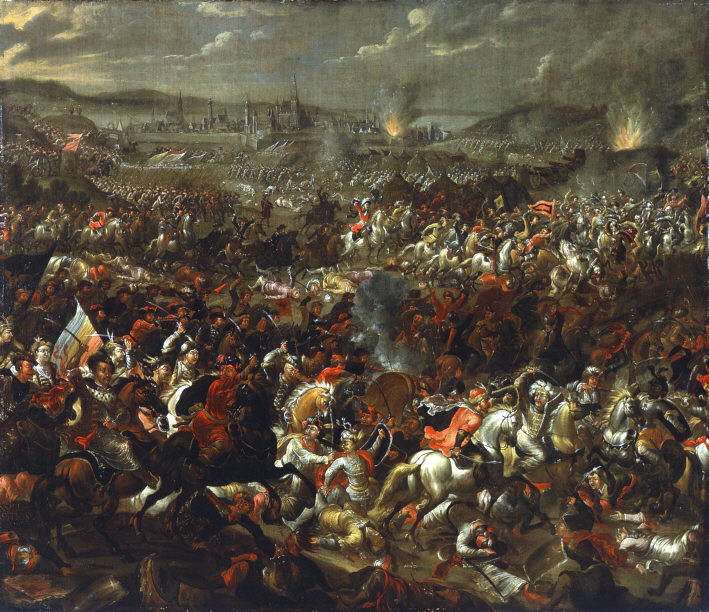
Batalla de Viena

A su regreso, en 1683, Arsenije III se encontraba en el Monasterio Nikolje donde recibió noticias de la Batalla de Viena. La batalla colocó a las fuerzas del Imperio Otomano bajo Kara Mustafa Pasha contra las fuerzas de la Liga Santa bajo Juan III Sobieski. La batalla obligó al ejército otomano a retirarse. Arsenije, ya informado, toma la noticia con gusto.
A medida que se acercaba la guerra, y los serbios de Dalmacia, Herzegovina y la bahía de Kotor ya "tomaban las armas". Arsenije III continuó con sus deberes regulares visitando Eslavonia en 1684, pero por otro lado se mantuvo secretamente en contacto con las fuerzas de la Liga, particularmente las de la República de Venecia y el Archiducado de Austria. En 1685, los serbios de Montenegro y Dalmacia bajo el liderazgo de los líderes guerrilleros locales, como Stojan Janković, lucharon en las filas del ejército de la República de Venecia, dirigido por Francesco Morosini, contra el Imperio Otomano en la guerra de Morea
Los ejércitos otomanos que pasaban saquearon sin piedad a la población local. Esta fuerza logró robar el vasto tesoro del Patriarcado serbio de Peć, depositado allí durante siglos. Jegen Osman-pasha capturó a Arsenije III exigiendo un rescate de 10000 táleros . Después de que se pagó esto y fue puesto en libertad, Arsenije tomó una decisión. Pronto se vio obligado a abandonar Peć porque los turcos intentaron asesinarlo.
Arsenije se puso en contacto con Pedro I de Rusia y le pidió al monarca que lo reconociera como líder de los serbios, pero los austriacos cortaron abruptamente estas relaciones. Ante las amenazas turcas, Arsenije escapó a Nikšić y luego a su Cetiña natal, que ya estaba tomada por las fuerzas venecianas. Allí, juró lealtad al dux. Sin embargo, sus estrechos vínculos con la República de Venecia fueron analizados en Viena. Los representantes de Leopoldo I, emperador del Sacro Imperio Romano Germánico, advirtieron a Arsenije que, a menos que renovara su cooperación con los Habsburgo, se ocuparían de la elección de un patriarca más obediente. Según una carta escrita por el obispo católico Peter Bogdani, el rebelde Rumeliano beylerbey Yeğen Osman Pasha amenazó con cortarle la cabeza a Čarnojević porque supuestamente recibió dinero de los Habsburgo para instigar la rebelión contra los otomanos de los serbios ortodoxos. 

### Relación con los Habsburgo
En 1688, el ejército de los Habsburgo tomó Belgrado y entró en el territorio de la actual Serbia Central. Louis William, margrave de Baden-Baden llamó a Arsenije III para luchar contra los turcos; el patriarca aceptó y regresó al liberado Peć. Cuando Serbia cayó bajo el control de los Habsburgo, Leopoldo I concedió a Arsenije la nobleza y el título de duque. A principios de noviembre, Arsenije III se reunió con el comandante en jefe de los Habsburgo, el general Enea Silvio Piccolomini en Prizren; después de esta charla, envió una nota a todos los obispos serbios para que acudieran a él y colaboraran sólo con las fuerzas de los Habsburgo.
Cuando la marea cambió en 1690 y los turcos avanzaron a través de Serbia, Arsenije se retiró con el ejército austríaco y entre 60000 y 70000 serbios (unas 37000 familias) hacia el norte, en un episodio que más tarde se denominó "Primera migración serbia". En abril, el emperador Leopoldo emitió su Carta de invitación, en la que invitaba a los serbios y a otras naciones balcánicas en fuga a venir a la Monarquía de los Habsburgo. Frente a esta enorme decisión Arsenije III organizó el encuentro eclesiástico y nacional en Belgrado (Beogradski sabor) que se reunió el 18 de junio y decidió aceptar a Leopoldo como rey serbio, continuando la guerra contra los turcos pero solo en condiciones claras que fueron enviados a Viena.
Sobre esta base y con una gran necesidad de soldados y agricultores, el 21 de agosto, Leopold publicó su primer capítulo sobre privilegios en el que reconoce a los serbios dentro de la monarquía de los Habsburgo como una entidad política separada (corpus separatum) bajo la Iglesia Ortodoxa Serbia. Este edicto les garantizó la singularidad nacional y religiosa y ciertos derechos y libertades en la Monarquía de los Habsburgo . El 29 de septiembre, los serbios, encabezados por la persona clave de estos procesos, Arsenije III, iniciaron el cruce de Sava y el Danubio. Impulsados por un mayor avance turco, huyeron río arriba del Danubio hasta Buda y Szentendre. Esta migración aumentó el número de serbios en la llanura de Panonia. Los privilegios que Leopoldo les dio a los serbios formaron la base legal para la creación de la Voivodina serbia en el siglo XIX, si no antes.
Pronto, Arsenije III se molestó por la noticia de que el clero de la Iglesia católica estaba obligando a los serbios recién llegados a convertirse. Tras informar de esto al Emperador, se le concedió el Diploma de Protección para los serbios y su religión el 11 de diciembre de 1690. En los años siguientes, Arsenije III viajó a través de los reinos de los Habsburgo, incluido el Reino de Hungría, Croacia y Eslavonia con este diploma, permitiéndole detener las conversiones contundentes, ordenando nuevos sacerdotes y organizando la iglesia. Al mismo tiempo, estaba inaugurando nuevos regimientos de infantería y húsares serbios que ayudarían en la guerra en curso.

### Últimos años
A medida que aumentaban las presiones religiosas, los líderes serbios se reunieron en 1694 en Baja para exigir un territorio separado donde se asentarían los serbios: se propusieron Eslavonia y Srem . La corte vienesa comenzó a ver a Arsenije como una amenaza y una carga y comenzó a promover a otros líderes serbios.
En 1695, Arsenije III formó siete nuevos obispados en los territorios donde escaseaban antes de la migración de 1690. Este fue protegido por otro diploma (el último de la línea) ya que rompió el decreto del IV Concilio de Letrán que impedía dos obispos de tener jurisdicción en la misma área. Mientras tanto, los serbios lucharon en la decisiva batalla de Slankamen y Senta, en la que los turcos fueron totalmente derrotados.
Después de que se concluyó el Tratado de Karlowitz, la asistencia serbia ya no fue necesaria y las autoridades de Habsburgo comenzaron a ignorar los privilegios otorgados anteriormente uno por uno. Siguiendo el consejo del cardenal prosélito y fanático Leopold Kolonić, en 1701 los derechos de Arsenije III como "Patriarca serbio" se limitaron a los recién llegados que vivían en las cercanías de Szentendre y fue reducido en rango al "Metropolitano", título que nunca fue aceptado por los serbios. En relación con esto, a Arsenije también se le prohibió salir de la ciudad. En 1703, se le prohibió usar el título de patriarca y todos los obispos ortodoxos debían reconocer la autoridad de los católicos.
Sin embargo, las cosas cambiaron cuando meses después, estalló la rebelión de los húngaros bajo Francisco II Rákóczi. Las fuerzas austriacas necesitaron la ayuda de los serbios una vez más y los privilegios se confirmaron instantáneamente. Arsenije III fue enviado desde Viena a las zonas serbias para explicar la situación a la gente.
Murió en 1706 en Viena y fue enterrado en el monasterio de Krušedol en Sirmia.